# Tavers
Tavers est une commune française, située dans le département du Loiret en région Centre-Val de Loire.
La commune fait partie de la région naturelle du Val de Loire, inscrit au patrimoine mondial de l'Unesco.

## Géographie

### Localisation

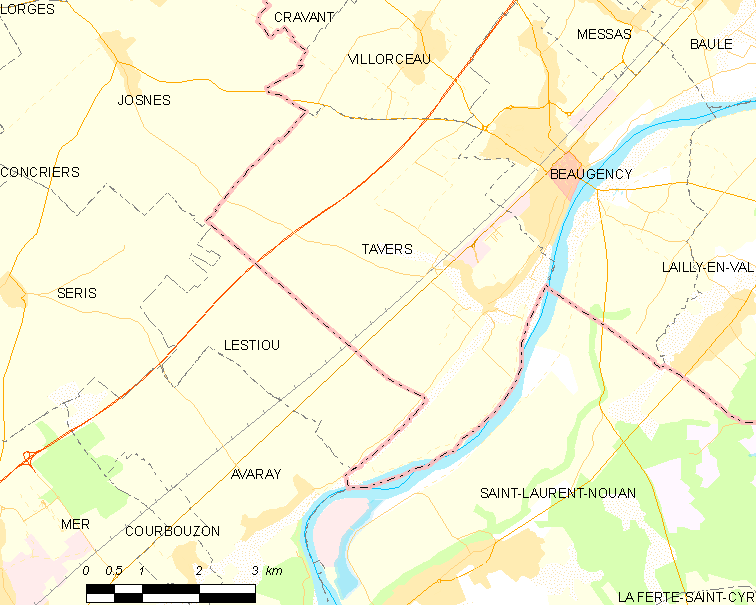
Carte de la commune de Tavers et des communes limitrophes.

La commune de Tavers se trouve dans le quadrant sud-ouest du département du Loiret, dans la région agricole du Val de Loire, l'aire urbaine d'Orléans et le bassin de vie de Beaugency.
Elle est riveraine à la Loire, mitoyenne à la commune de Beaugency, son ancien chef-lieu du canton jusqu'en mars 2015 et qui se trouve juste en amont du fleuve à 2,5 km, et à vol d'oiseau elle est à 27,2 km au sud-ouest d'Orléans, préfecture du département.
Les communes les plus proches sont : Beaugency (2,5 km), Lestiou (3,1 km, en Loir-et-Cher), Saint-Laurent-Nouan (4,5 km, en Loir-et-Cher), Villorceau (4,9 km), Avaray (5,4 km, en Loir-et-Cher), Messas (5,8 km), Lailly-en-Val (6,1 km), Courbouzon (7,1 km, en Loir-et-Cher), Baule (7,2 km) et Josnes (8 km).
Les communes limitrophes sont :

### Hameaux et lieux-dits
La presqu’île de la Saussaye, c'est-à-dire les terres entre la Loire et le Lien) passe du territoire de Lestiou (Loir-et-Cher) à celui de Tavers le 25 vendémiaire l'an XIIe siècle du calendrier républicain (18 octobre 1803).
Tavers incluait autrefois les hameaux les Grottes et Loynes au nord de la commune. Ceux-ci sont attribués à Villorceau le 19 juillet 1845.
Feularde était autrefois une terre seigneuriale du Temple faite d'une ferme et de 152 arpents de terre d'un seul tenant. Reprise ensuite par l'ordre de Malte, le domaine rapportait 350 livres en 1757 et 530 livres en 1783, incluant les droits seigneuriaux.
Dans la boité déroulante qui suit, les hameaux suivis d'une astérisque sont indiqués sur la carte de Cassini (établie vers 1745) ; le cas échéant, l'orthographe passée différente est indiquée entre parenthèses. Les hameaux disparus depuis sont entre crochets : [(hameau)].

### Géologie et relief

#### Géologie
La commune se situe dans le sud du Bassin parisien, le plus grand des trois bassins sédimentaires français. Cette vaste dépression, occupée dans le passé par des mers peu profondes et des lacs, a été comblée, au fur et à mesure que son socle s’affaissait, par des sables et des argiles, issus de l’érosion des reliefs alentours, ainsi que des calcaires d’origine biologique, formant ainsi une succession de couches géologiques.
Les couches affleurantes sur le territoire communal sont constituées de formations superficielles du Quaternaire et de roches sédimentaires datant du Cénozoïque, l'ère géologique la plus récente sur l'échelle des temps géologiques, débutant il y a 66 millions d'années. La formation la plus ancienne est du calcaire de Pithiviers remontant à l’époque Miocène de la période Néogène. La formation la plus récente est des alluvions récentes des lits mineurs remontant à l’époque Holocène de la période Quaternaire. Le descriptif de ces couches est détaillé dans  la feuille « n°397 - Beaugency » de la carte géologique au 1/50 000ème du département du Loiret, et sa notice associée.

Carte géologique de la commune.

|  | Fz : | alluvions récentes des lits mineurs, Holocène                                   |
|  | FC : | alluvions et colluvions du fond des vallées secondaires, Holocène               |
|  | Fw : | alluvions de haute terrasse de la Loire, Pléistocène (Riss), terrasse +10 -15 m |

|  | qOE : | Limons et Loess, Quaternaire |

|  | m2MSO : | marnes et sables de l'Orléanais, Burdigalien    |
|  | m2MCO : | marnes et calcaires de l'Orléanais, Burdigalien |
|  | m1CPi : | calcaire de Pithiviers, Aquitanien              |

#### Relief
La superficie cadastrale de la commune publiée par l’Insee, qui sert de références dans toutes les statistiques, est de 22,62 km2,. La superficie géographique, issue de la BD Topo, composante du Référentiel à grande échelle produit par l'IGN, est quant à elle de 22,31 km2. Son relief est relativement plat puisque la dénivelée maximale atteint 44 mètres. L'altitude du territoire varie entre 75 m et 119 m.

### Hydrographie
La rivière le Lien, affluent direct de la Loire, coule sur la commune. Il naît de plusieurs sources près du hameau Feularde. À environ 210 m au nord se trouve un dolmen, et 3,5 km toujours au nord le dolmen de la Pierre-Qui-Tourne. Le Lien s'écoule vers le sud-est dans la vallée des Buis où il arrose le hameau le Vau puis, peu après, reçoit l'eau de la source dite fontaine des Bergers. Passé la N2152, il reçoit la source de Pontpierre ; puis il arrive dans Tavers et s'y ramifie notablement, détourné et capté pour les besoins passés des nombreux moulins et lavoirs,.
Au lavoir Paillard, dernier ouvrage qu'il arrose dans sa vallée, il rejoint la vallée de la Loire et y reçoit la source des Fontenils ou Eaux Bleues (voir ci-dessous). Là il prend la direction sud-ouest sur environ 3,5 km, longeant le pied de l'escarpement de 10 m de hauteur qui borde le grand lit majeur du fleuve. Sur cette section de son parcours il rencontre le hameau de Guignes à 900 m ; et dans les environs immédiats de la ferme du Ver à 2 km, un dolmen, la chapelle Saint-Antoine et la source du même nom. Les derniers 1,500 m servent de limite de commune avec Lestiou.
Il passe ensuite sur le territoire d'Avaray dans le Loir-et-Cher, où il effectue sa confluence avec la Loire 400 m après avoir quitté le territoire de Tavers.
Source des Eaux Bleues ou de la Bouture, et source des Fontenils
Près des Fontenils à 300 m de la Loire, se trouve la source des Eaux Bleues ainsi appelée à cause de son eau remarquable par son bleuté lumineux et sa limpidité dans le bassin. Le lieu est également connu comme bassin de la Bouture. Le moulin du même nom avait une roue alimentée "par-dessus" : l'eau arrivait sur le sommet de la roue.
la source des Fontenils, parfois également appelée à tort les Eaux Bleues, présente ce qui est localement appelé des « sables mouvants » : dans une eau elle aussi d'un bleuté lumineux et limpide, de petites sources provenant de la nappe phréatique de Beauce et de résurgences de la Loire, provoquent parfois des bouillons qui agitent des sables,. L'aspect bleu et translucide de l'eau est dû à une très faible minéralisation.

### Sites et paysages remarquables
Le 30 novembre 2000, le Val de Loire, dans le cours moyen du fleuve de Sully-sur-Loire (Loiret) à Chalonnes-sur-Loire (Maine-et-Loire), est inscrit sur la Liste du patrimoine mondial de l'organisation des Nations unies pour l'éducation, la science et la culture (UNESCO) comme « paysage culturel ». Cette inscription reconnaît au site une « valeur universelle exceptionnelle » fondée sur la densité de son patrimoine monumental, architectural et urbain, l'intérêt du paysage fluvial et la qualité exceptionnelle d’expressions paysagères héritées de la Renaissance et du Siècle des Lumières. Toute altération de la V.U.E. est considérée comme une perte pour la mémoire de l’Humanité. Le préfet de la région Centre, préfet coordonnateur, approuve le plan de gestion pour le Val de Loire patrimoine mondial par arrêté en date du 15 novembre 2012. Trente-cinq communes du Loiret sont concernées, dont Tavers qui a une frange de son territoire inscrite et le reste en zone tampon.

### Climat
Pour des articles plus généraux, voir Climat du Centre-Val de Loire et Climat du Loiret.
En 2010, le climat de la commune est de type climat océanique dégradé des plaines du Centre et du Nord, selon une étude du CNRS s'appuyant sur une série de données couvrant la période 1971-2000. En 2020, Météo-France publie une typologie des climats de la France métropolitaine dans laquelle la commune est exposée à un climat océanique altéré et est dans la région climatique Moyenne vallée de la Loire, caractérisée par une bonne insolation (1 850 h/an) et un été peu pluvieux.
Pour la période 1971-2000, la température annuelle moyenne est de 11,1 °C, avec une amplitude thermique annuelle de 15,1 °C. Le cumul annuel moyen de précipitations est de 663 mm, avec 10,9 jours de précipitations en janvier et 6,7 jours en juillet. Pour la période 1991-2020, la température moyenne annuelle observée sur la station météorologique de Météo-France la plus proche, sur la commune de Ligny-le-Ribault à 15 km à vol d'oiseau, est de 11,6 °C et le cumul annuel moyen de précipitations est de 741,2 mm,. Pour l'avenir, les paramètres climatiques de la commune estimés pour 2050 selon différents scénarios d'émission de gaz à effet de serre sont consultables sur un site dédié publié par Météo-France en novembre 2022.

### Milieux naturels et biodiversité

#### Sites Natura 2000
Le réseau Natura 2000 est un réseau écologique européen de sites naturels d’intérêt écologique élaboré à partir des Directives «Habitats » et «Oiseaux ». Ce réseau est constitué de Zones Spéciales de Conservation (ZSC) et de Zones de Protection Spéciale (ZPS). Dans les zones de ce réseau, les États Membres s'engagent à maintenir dans un état de conservation favorable les types d'habitats et d'espèces concernés, par le biais de mesures réglementaires, administratives ou contractuelles. L'objectif est de promouvoir une gestion adaptée des habitats tout en tenant compte des exigences économiques, sociales et culturelles, ainsi que des particularités régionales et locales de chaque État Membre. les activités humaines ne sont pas interdites, dès lors que celles-ci ne remettent pas en cause significativement l’état de conservation favorable des habitats et des espèces concernés,. Les sites Natura 2000 présents sur le territoire communal de Tavers sont au nombre de deux.
| Nom                                                 | Numéro    | Type                       | Arrêté        | Superficie | Description |
| --------------------------------------------------- | --------- | -------------------------- | ------------- | ---------- | --- |
| Vallée de la Loire de Tavers à Belleville-sur-Loire | FR2400528 | SIC (Directive "Habitats") | 13 avril 2007 | 7 120 ha   | Le site concerne 51 communes. La délimitation de ce site Natura 2000 est très proche de celle correspondant à la Directive Oiseaux. L'intérêt majeur du site repose sur les milieux ligériens liés à la dynamique du fleuve, qui hébergent de nombreuses espèces citées en annexe II de la directive Habitats. Il est situé dans la frange sud de la commune. |
| Vallée de la Loire du Loiret                        | FR2410017 | ZPS (Directive "Oiseaux")  | 4 mai 2007    | 7 684 ha   | Le site concerne la vallée de la Loire dans le Loiret. Cette ZPS se poursuit en amont et en aval sur les départements voisins. L'intérêt majeur du site repose sur les milieux et les espèces ligériens liés à la dynamique du fleuve. Ces milieux hébergent de nombreuses espèces citées en annexe I de la directive Oiseaux. Le site est caractérisé par la présence de colonies nicheuses de sternes naine et pierregarin et de mouette mélanocéphale. Des sites de pêche du Balbuzard pêcheur sont également présents. Le site est également lieu de reproduction du bihoreau gris, de l'aigrette garzette, de la bondrée apivore, du milan noir, de l'œdicnème criard, du martin-pêcheur, du pic noir, de la pie-grièche écorcheur. Il est situé dans la frange sud de la commune. |

Sélection de représentants de l'avifaune de la zone Natura 2000 « Vallée de la Loire du Loiret »
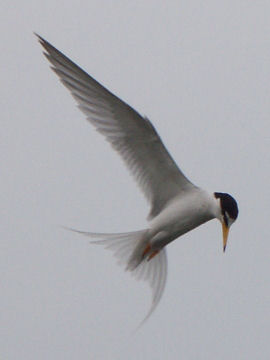
Sterne naine.
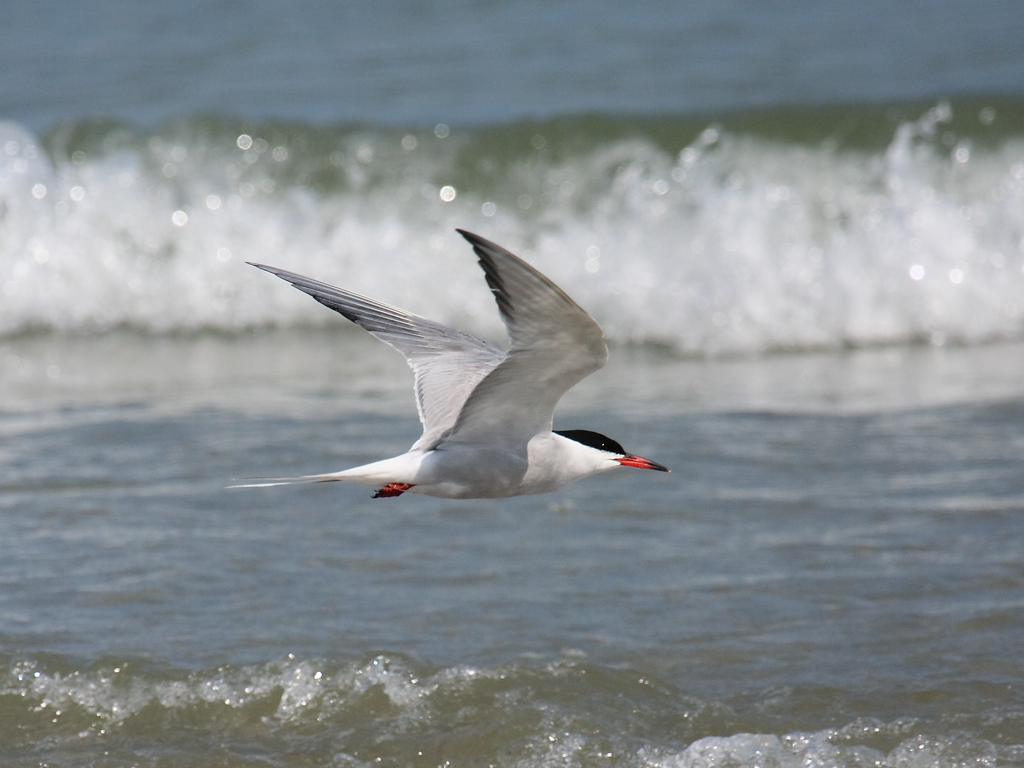
Sterne pierregarin.
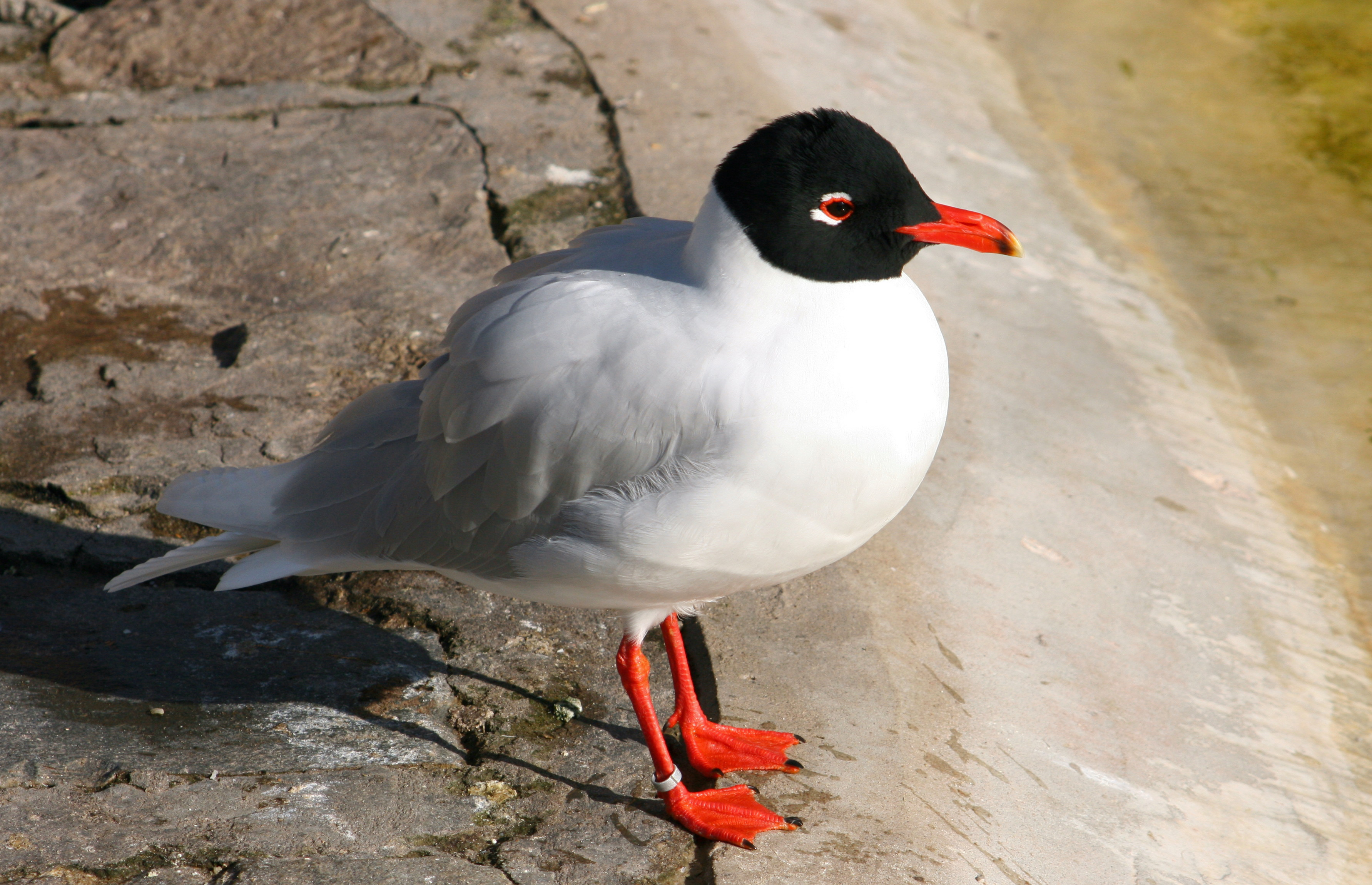
Mouette mélanocéphale.
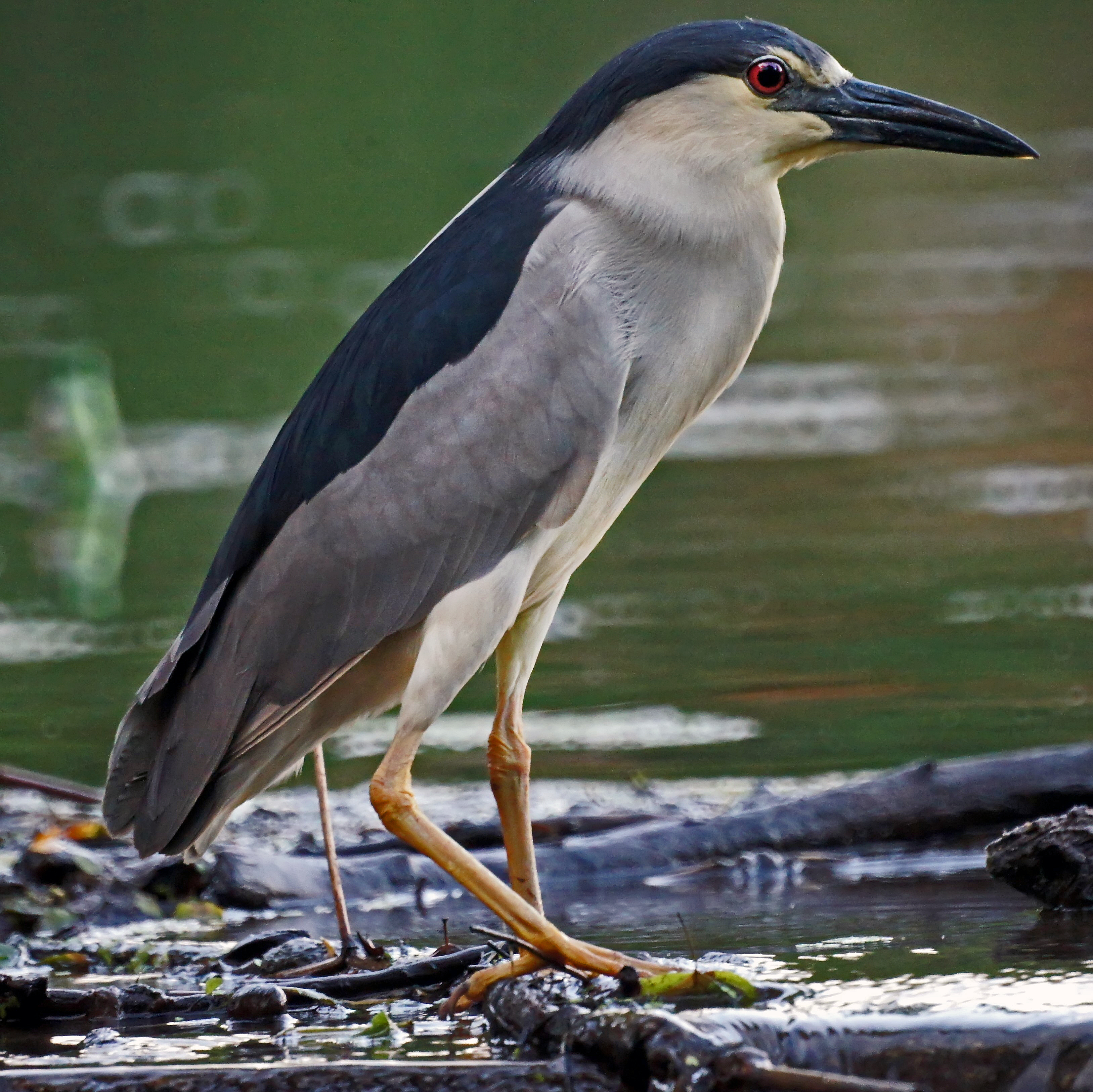
Bihoreau gris .
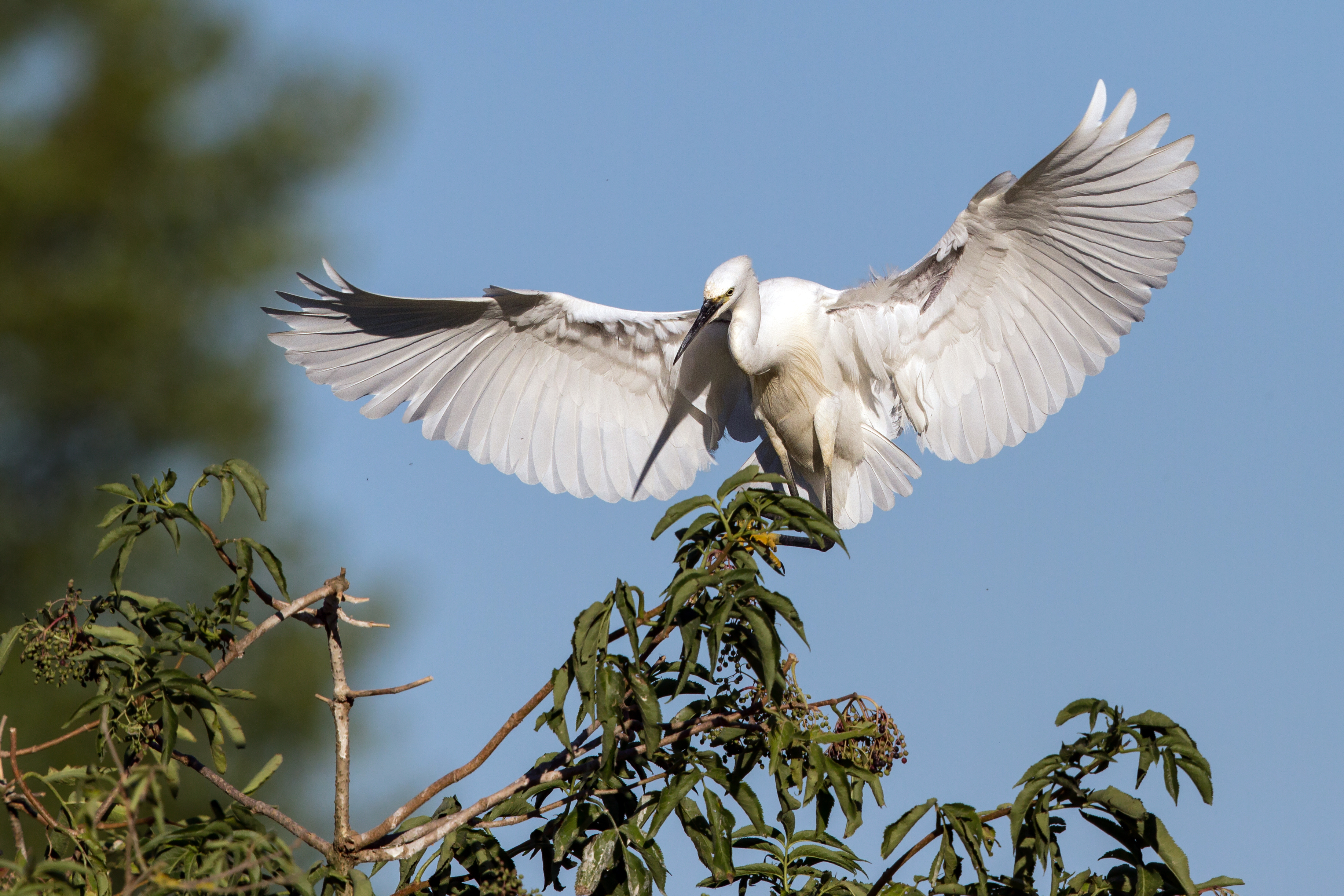
Aigrette garzette.
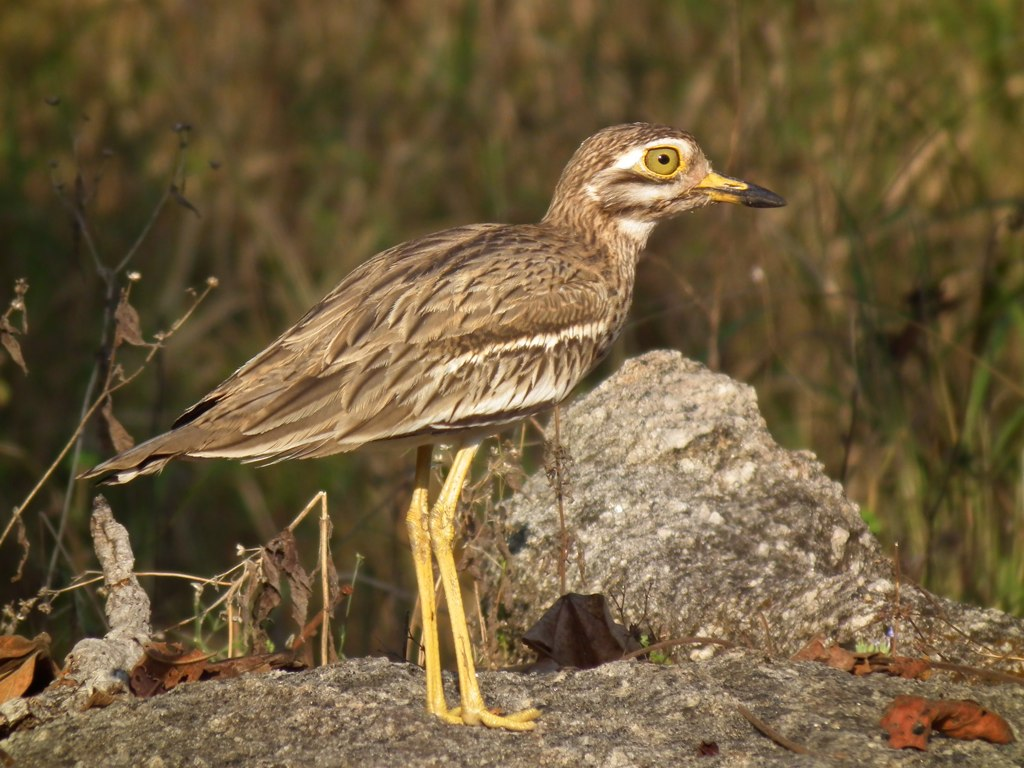
Œdicnème criard.
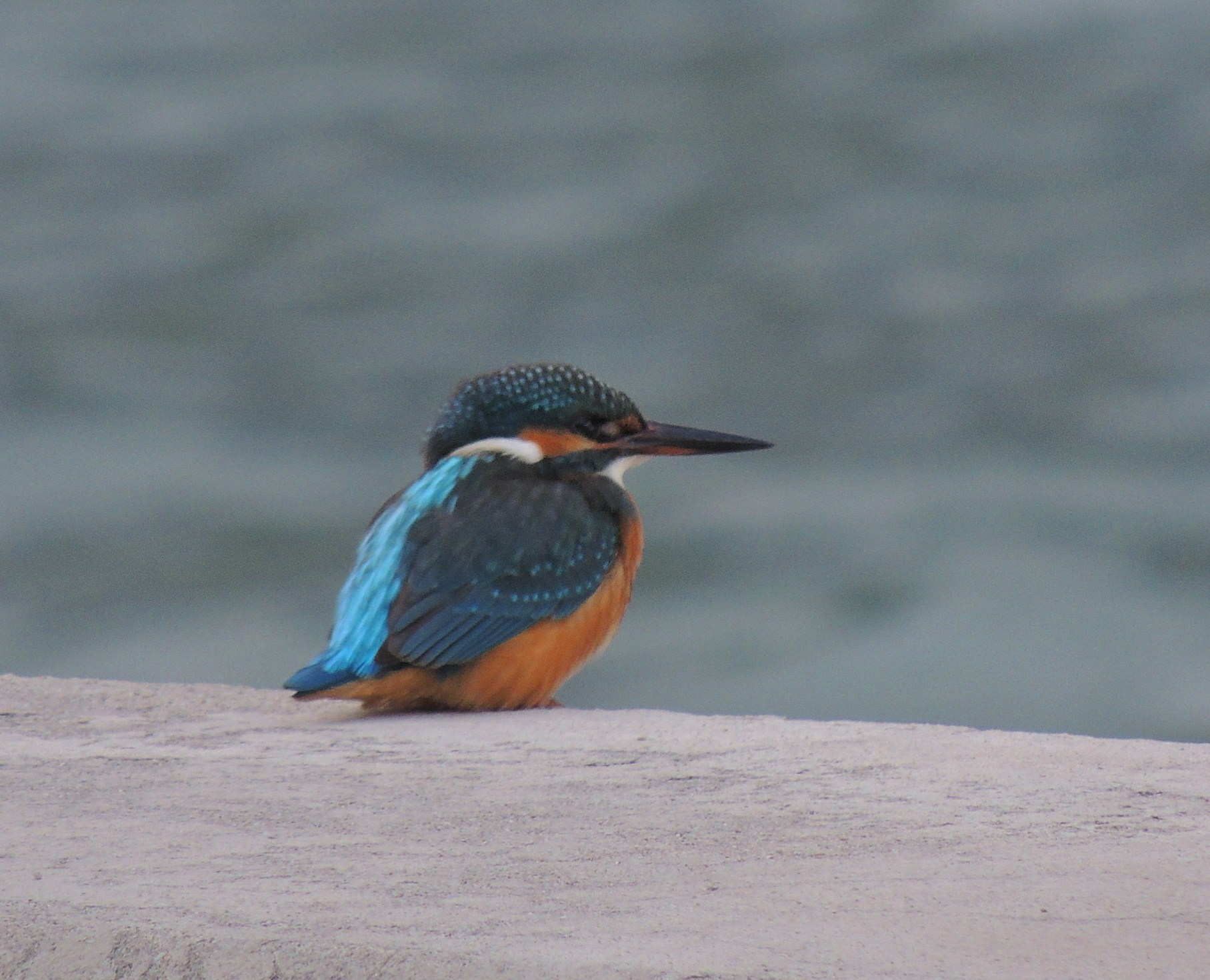
Martin-pêcheur d'Europe.

#### Zones nationales d'intérêt écologique, faunistique et floristique

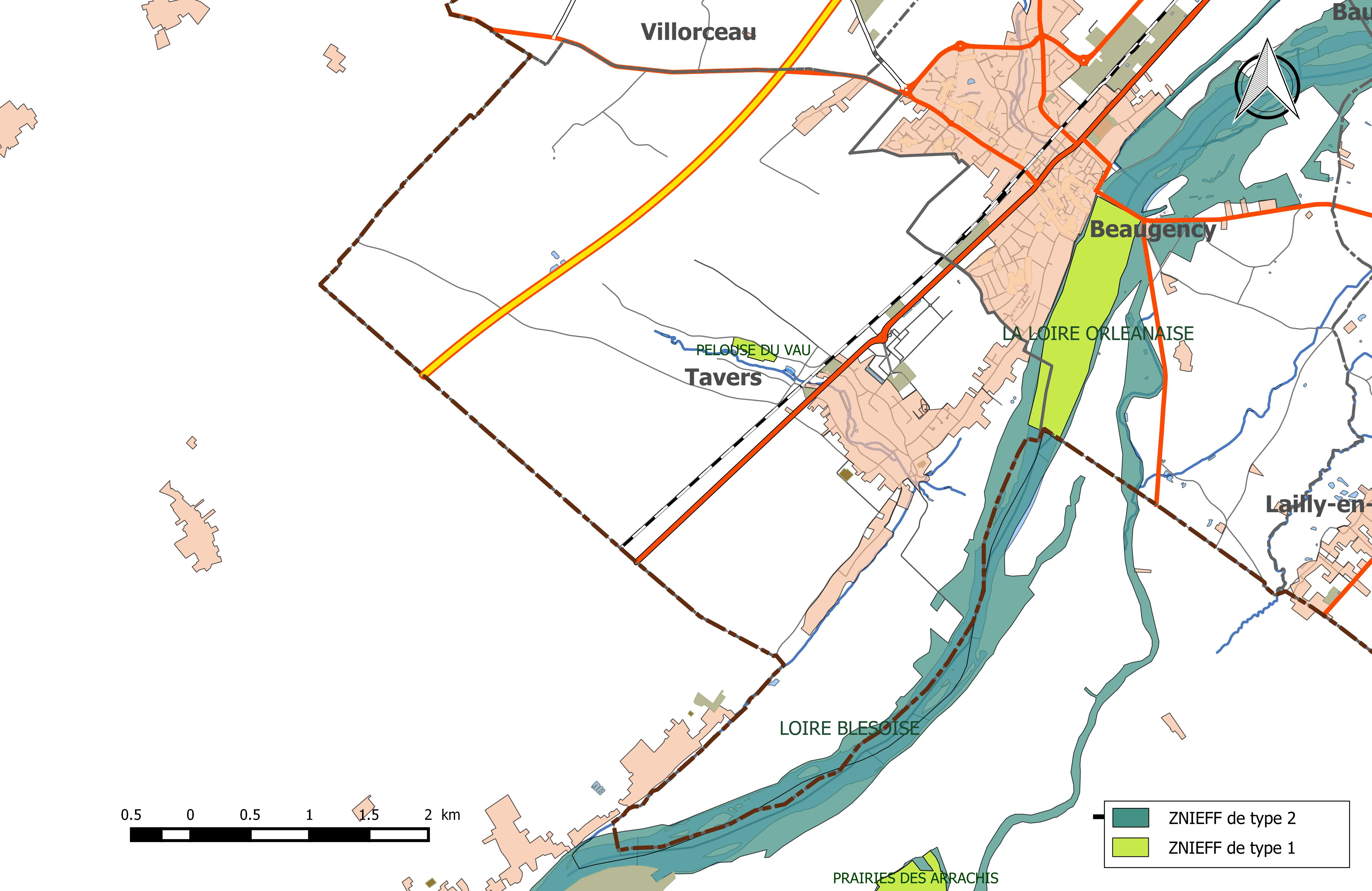
Carte des ZNIEFF de la commune et de ses abords.

L’inventaire des zones naturelles d'intérêt écologique, faunistique et floristique (ZNIEFF) a pour objectif de réaliser une couverture des zones les plus intéressantes sur le plan écologique, essentiellement dans la perspective d’améliorer la connaissance du patrimoine naturel national et de fournir aux différents décideurs un outil d’aide à la prise en compte de l’environnement dans l’aménagement du territoire. Le territoire communal de Tavers comprend trois ZNIEFF.
| Désignation                                      | Type   | Superficie     | Description |
| ------------------------------------------------ | ------ | -------------- | --- |
| « Îles et grèves de la Loire près de Beaugency » | type 1 | 80 hectares    | La zone s'étend sur 3 communes, Saint-Laurent-Nouan, Beaugency et Tavers. Son altitude varie entre 82 et 86 m. Le site de Beaugency est constitué d'un ensemble d'îles, îlots et grèves représentatifs des milieux ligériens en Loire moyenne. On y trouve la majorité des habitats typiques ligériens : forêt alluviale de bois durs, saulaie, fruticée, prairies mésophiles et friches herbacées rudéralisées, grèves alluviales à chénopodes et groupements sur limons vaseux. |
| « La loire orléanaise »                          | type 2 | 5 458 hectares | La zone s'étend sur 37 communes, dont Dampierre-en-Burly, et se superpose pour la commune à la zone Natura 2000 de nom similaire. Elle correspond à la boucle septentrionale du fleuve. Son altitude varie entre 80 et 135 m. Elle se caractérise par un lit mineur largement occupé par des îles et grèves sableuses. Ces milieux soumis au marnage annuel recèlent de multiples habitats plus ou moins temporaires. C'est pratiquement la seule section qui présente des méandres. On observe, sur les basses terrasses, quelques formations sablo-calcaires. |
| « Pelouse du Vau »                               | type 1 | 3 hectares     | La zone est située en frange sud-est de la commune. Son altitude varie entre 90 et 105 m. La zone se compose d'une ancienne carrière qui a dû être pâturée ensuite et convertie récemment en verger. Le pâturage a permis l'établissement de pelouses rases du Mesobromion erecti, les buttes laissées par l'exploitation de la carrière abritent une flore rattachable à l'Alysso alyssoidis. Ce site abrite en outre la seule station d'hélianthème à feuilles de saule (Helianthemum salicifolium) de la région, où il n'était plus mentionné depuis plus d'un siècle. Ce petit Hélianthème annuel d'affinité méditerranéenne, se trouve ici en limite absolue de sa répartition vers le nord et à 130 km de ses plus proches stations du Maine-et-Loire. |

#### Autres
Tavers possède le label ville fleurie : deux fleurs lui ont été attribuées par le conseil national des villes et villages fleuris de France dans le cadre du concours des villes et villages fleuris.

## Toponymie
L'étymologie du nom de la commune est contestée. Tavers, en gaulois Tavos signifie tranquille, silencieux, et suffixe obscur, ou Taberna, gîte d'étape, de passage.
De Taverso, 1203 ; Apud Taversum, XIVe siècle ; tem apud Tavers, XIVe siècle ; Tavers en Beausse, 1521 ; Tavers, 1740 ; Tavers, XVIIIe siècle sur la carte de Cassini.

## Histoire
Les fouilles subséquentes à la découverte d'un dépôt métallique vers la ferme des Caves, ont dévoilé une très longue histoire d'occupation des lieux, depuis le premier âge du fer jusqu'au XIXe siècle et incluant Carnutes, époque gallo-romaine et Moyen Âge.

### Paléolithique
Des silex taillés trouvés au Grand Pressigny sont exposés au musée de Tavers.

### Âge du fer
Un dépôt métallique réunissant des objets en fer et alliages cuivreux datant du Hallstatt (premier âge du fer, soit la seconde moitié du VIe siècle av. J.-C.) a été trouvé en 2012 dans les environs de la ferme des Caves,.
Les recherches effectuées à la suite de cette découverte ont révélé des fossés et enclos antiques ou postérieurs, deux enclos fossoyés laténiens (entre environ 450 ans av. J.C. et 25 ans av. J.C., apogée de la civilisation celtique), une villa romaine et ses annexes, et un site à fossé curviligne probablement médiéval.

### Les Carnutes
Les enclos entourés de fossés ont été datés de la Tène D (150 ans av. J.C. - 30 ans av. J.C.). Les Carnutes de la région d'Orléans y ont laissé des céramiques et des monnaies, dans un grand site gaulois suggérant une vocation agro-pastorale. Au sud-est de cet emplacement se trouve un autre site, plus petit, indiquant une activité de forge. Le site a été incendié dans le courant du Ier siècle av. J.-C..

### Période gallo-romaine
Le site est subséquemment occupé par une villa gallo-romaine jusqu’au IVe siècle. Une nécropole du Bas-Empire romain (entre les années 284 et 476) remontant au IVe siècle a été retrouvée en 1859 ou 1860 à 160 m du coin nord-est de l'église actuelle lors de fouilles à l'angle des rues Jules Lemaître et du Grand Clos, c'est-à-dire au sommet de l'escarpement bordant le grand lit majeur de la Loire. À cette location le sol est plus rocailleux que sur le plateau, et la nécropole occupe le sol plus pauvre tandis que l'habitat était probablement condensé autour des exploitations agricoles réparties sur le plateau. Les tombeaux « sont en pierres blanches, plus étroits aux pieds qu'à la tête, taillés sans ornements, et de la même nature que [la pierre] dont il se faisait jadis un si grand commerce sur la Loire. [Les tombeaux] ne contenaient que des ossements ».

### Haut Moyen Âge
Une occupation du Haut Moyen Âge prend le relais, sans que l'on puisse pour l'instant déterminer s'il y a eu continuité d'occupation entre l'époque gallo-romaine et l'époque médiévale. La ferme des Caves date peut-être de cette dernière période ; son site aurait été déplacé de quelques centaines de mètres.
Un lieu de culte mérovingien (Ve siècle - milieu du VIIIe siècle) a été trouvé à la limite Est de la nécropole du Bas Empire romain. Ce lieu de culte aurait été abandonné Xe siècle. Tout près, a été construit un silo domestique associé à un habitat carolingien (an 751-Xe siècle).
À l'ouest de la nécropole un bâtiment préroman (VIe – VIIIe siècles) remplace le précédent : il s'agit probablement de la première église Saint-Jean-Baptiste, dont le vocable annonce une haute période. Ces constructions sur la nécropole agglomèrent des maisons autour d'eux.

### XIIesiècle
C'est à Tavers que résida la reine Aliénor d'Aquitaine pendant le concile de Beaugency, qui conclut à l'annulation de son mariage avec le roi Louis VII en mars 1152, après  15 ans de mariage.

#### Chapelle Saint-Martin
La chapelle romane Saint-Martin est mentionnée par une bulle du 10 mars 1139 du pape Innocent II (1130 – 1143) qui confirme à Joscelin, abbé de Notre-Dame de Beaugency sa possession de la chapelle. Elle était située au sud de l'église actuelle, contre le cimetière,, partiellement accolée au côté Est du mur nord de la demeure de notable construite dans le 1er quart de XIIe siècle au 2, rue des Eaux Bleues. En 1150 Eugène III donne la chapelle à l'abbaye bénédictine de femmes de Beaumont-lès-Tours, qui la garde jusqu'à la Révolution. Sa construction date probablement de peu avant 1139 et montrait de grandes similitudes avec la porte ouest de l'église Saint-Jean-Baptiste à Tavers, disparue de nos jours. Son abside est probablement démolie au XIXe siècle lorsqu'est construit un bâtiment accolé à l'est et qui n'est pas indiqué sur le cadastre de 1828. Elle est vendue et démontée vers 1920 et emportée aux États-Unis. Elle était comparable à la porte ouest de l'église paroissiale maintenant disparue.
La même bulle de 1139 cite le moulin de Tavers et la terre de Taupenne' comme possessions de la paroisse de Prénouvellon (~30 km au nord).
Une église est construite pendant l'époque romane, à l'emplacement de l'église actuelle. Elle est détruite au siècle dernier.

### Moyen Âge tardif
Après la guerre de Cent Ans (1337 à 1453), l'économie locale reprend lentement et le bâti s'étend.
Une porte à coussinets de la fin de l'époque médiévale (XIIIe ou XIVe siècle) se trouve dans Tavers à l'ouest de l'église au 6, rue des Moulins. Environ quarante bâtiments possèdent encore au moins un élément de porte ou de fenêtre datant de la fin du XVe siècle ou du début du XVIe siècle ; quelques-uns sont entièrement conservés. La plupart sont voisins de l'église à l'ouest et au nord jusqu'à la limite de la rue des Sœurs, et rue de Foussard sur le versant droit (côté Est) du Lien.
Environ douze autres bâtiments de la même époque se trouvent en dehors de Tavers (voir plus bas la section « Culture et patrimoine local - Lieux et monuments »). De cette époque, hormis certaines demeures de notables dans le village qui comportent deux niveaux, les maisons modestes encore existantes ont pour la plupart un seul niveau. La maison située à l'angle des rues Fromagette et de l'Angleterre et attenante à la maison du 6 rue de l'Angleterre, a été construite à flanc de coteau ; elle a deux niveaux côté sud et un seul côté nord,.

### XVIIIesiècle
La cloche Charlotte Marie-Madeleine de l'église prieurale disparue Saint-Jean-Baptiste date de 1737.

### XIXesiècle
Le site contient aussi des vestiges de la bataille menée par l'armée de la Loire pour stopper l'avance prussienne lors de la guerre de 1870.
Le bâti dans Tavers marque le siècle avec ses maisons à 2 niveaux ou à surcroît.
Jusque vers le milieu du XIXe siècle, la vigne domine largement ce terroir ; les cépages traditionnels étaient auvergnats ou gascons. Le mildiou, qui apparaît vers 1850, commence l'attaque sur le vignoble. Le coup final est donné par le puceron du phylloxéra, qui quant à lui commence à sévir vers 1860. Les vignes détruites sont remplacées par des cépages de gris meunier (voir "Meunier (cépage)"), un pinot bourguignon déjà implanté autour d'Orléans. Le vin du domaine des Guignes avait particulièrement bonne réputation.

### XXesiècle
Pendant les Trente Glorieuses suivant la Seconde Guerre mondiale, l'implantation du bâti sur la commune est notablement modifié. Des lotissements et constructions neuves se développent le long de la rue Jules Lemaitre en direction de Beaugency, ainsi qu'une zone industrielle sur la RN 152 à l'entrée du village, toujours en direction de Beaugency.

### Seigneurs de Tavers
Le 21 février 1558 au château de Tavers, Louis d’Eschelles, escuyer, rend hommage pour la terre et seigneurie de Tavers.
En 1598 le seigneur de Tavers est Charles de Hacqueville, époux de Louise du Drac. Leur fille Marie de Hacqueville, veuve de Pierre Bruslart, conseiller au parlement de Paris, épouse en secondes noces André Le Picart, seigneur de Ruvigny, auditeur en la chambre des comptes
En 1785 Gaston Joseph l'Eufernat est marquis de Tavers et de Villars. Sa femme est Perrette Marie Darigneau. Il possède le château des Guignes
.
Les Perelles étaient seigneurs de la Moyse à Tavers. François de Perelles, fils de Robert de Perelles et de Jeanne Bouchetel, était maître des Eaux et Fôrets de la châtellenie de Beaugency. De leur demeure il ne reste plus que le nom d'un lieu-dit, le bois des Mouises.

## Urbanisme

### Typologie
Au 1er janvier 2024, Tavers est catégorisée petite ville, selon la nouvelle grille communale de densité à sept niveaux définie par l'Insee en 2022.
Elle appartient à l'unité urbaine de Beaugency, une agglomération intra-départementale regroupant deux  communes, dont elle est une commune de la banlieue,,. Par ailleurs la commune fait partie de l'aire d'attraction d'Orléans, dont elle est une commune de la couronne,. Cette aire, qui regroupe 136 communes, est catégorisée dans les aires de 200 000 à moins de 700 000 habitants,.

### Occupation des sols
L'occupation des sols de la commune, telle qu'elle ressort de la base de données européenne d’occupation biophysique des sols Corine Land Cover (CLC), est marquée par l'importance des territoires agricoles (90 % en 2018), en diminution par rapport à 1990 (94,5 %). La répartition détaillée en 2018 est la suivante : 
terres arables (86,3 %), zones urbanisées (5,5 %), zones agricoles hétérogènes (3,7 %), zones industrielles ou commerciales et réseaux de communication (2,3 %), eaux continentales (2,2 %).
L'évolution de l’occupation des sols de la commune et de ses infrastructures peut être observée sur les différentes représentations cartographiques du territoire : la carte de Cassini (XVIIIe siècle), la carte d'état-major (1820-1866) et les cartes ou photos aériennes de l'IGN pour la période actuelle (1950 à aujourd'hui).

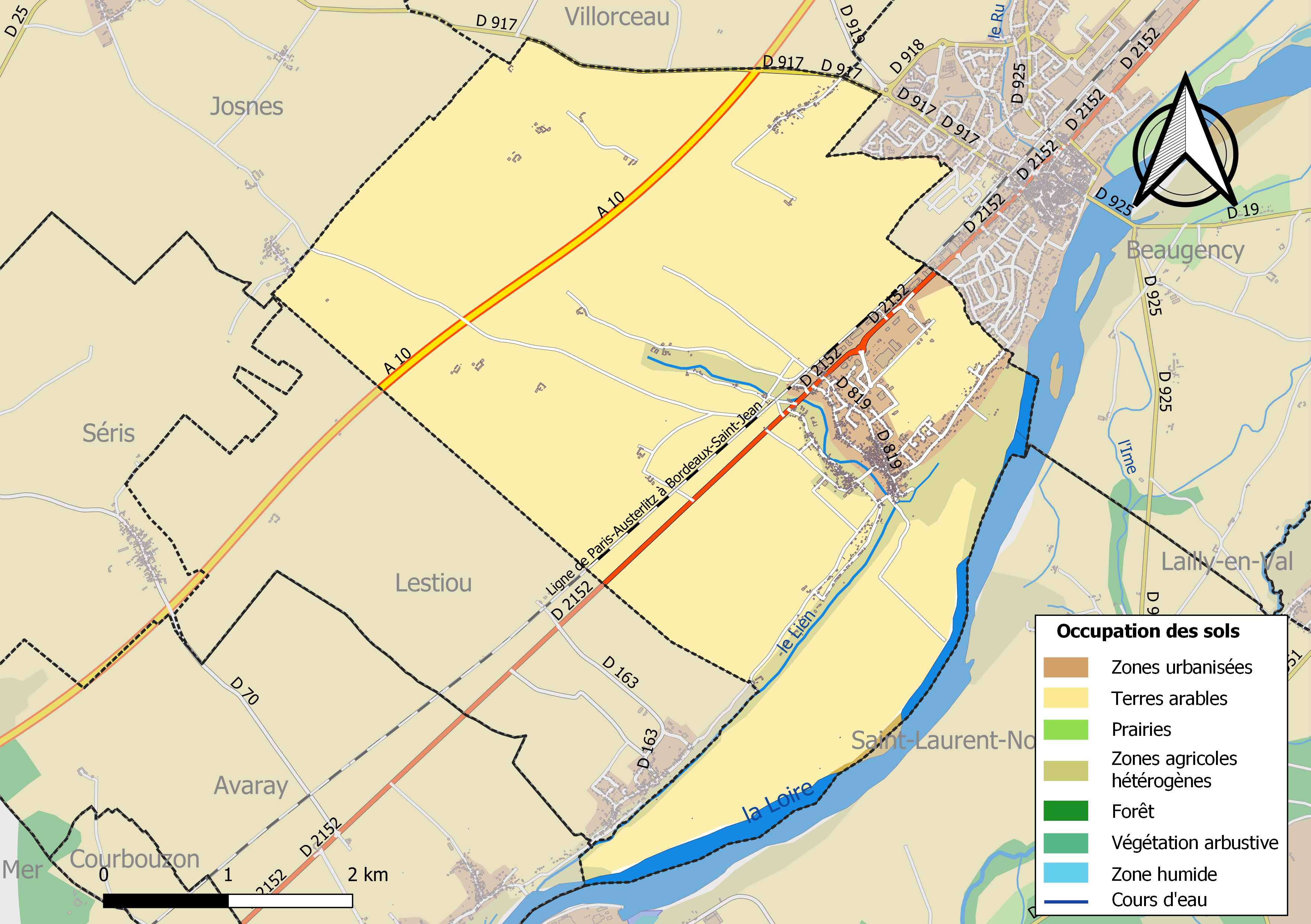
Carte des infrastructures et de l'occupation des sols de la commune en 2018 (CLC).
Carte orthophotographique de la commune en 2016.

### Planification

#### Plan local d'urbanisme
Le conseil municipal prescrit l'élaboration d'un plan local d'urbanisme le 11 octobre 2001, en application de la loi relative à la solidarité et au renouvellement urbains, dite loi SRU, et afin de remplacer le plan d'occupation des sols qui avait été approuvé en 1979 et révisé en 1990. Après l'enquête publique qui s'est déroulée du 6 juin au 9 juillet 2005, le document est approuvé le 4 novembre 2005. Une demande de modification est ensuite instruite et approuvée en 2011,.

#### Documents d'orientations intercommunaux
La commune est membre du Pays Loire Beauce, qui regroupe 38 communes. En 2012 les Pays Forêt d'Orléans Val de Loire, Loire Beauce et Sologne Val-sud sont les seuls territoires du département du Loiret ne disposant pas de schéma de cohérence territoriale (SCoT). Compte tenu  de l'intérêt de cet outil pour l'avenir des territoires, les élus de ces pays décident d'engager une démarche commune d'élaboration de SCoT. Le comité syndical du Pays Loire Beauce se prononce majoritairement en janvier 2013 pour prendre la compétence  « Elaboration, gestion et suivi du Schéma de Cohérence Territoriale » dans ses statuts. Le périmètre de SCoT à l'échelle des 38 communes composant le Pays Loire Beauce est arrêté par le Comité Syndical le 26 juin 2013. Les trois SCoT sont lancés officiellement et simultanément à La Ferté-Saint-Aubin le 21 juin 2014, l'assistance à maîtrise d'ouvrage étant confiée à un seul bureau d'études. Après étude et concertation de 2014 à 2017, le document doit être approuvé en 2018.

### Voies de communication et transports

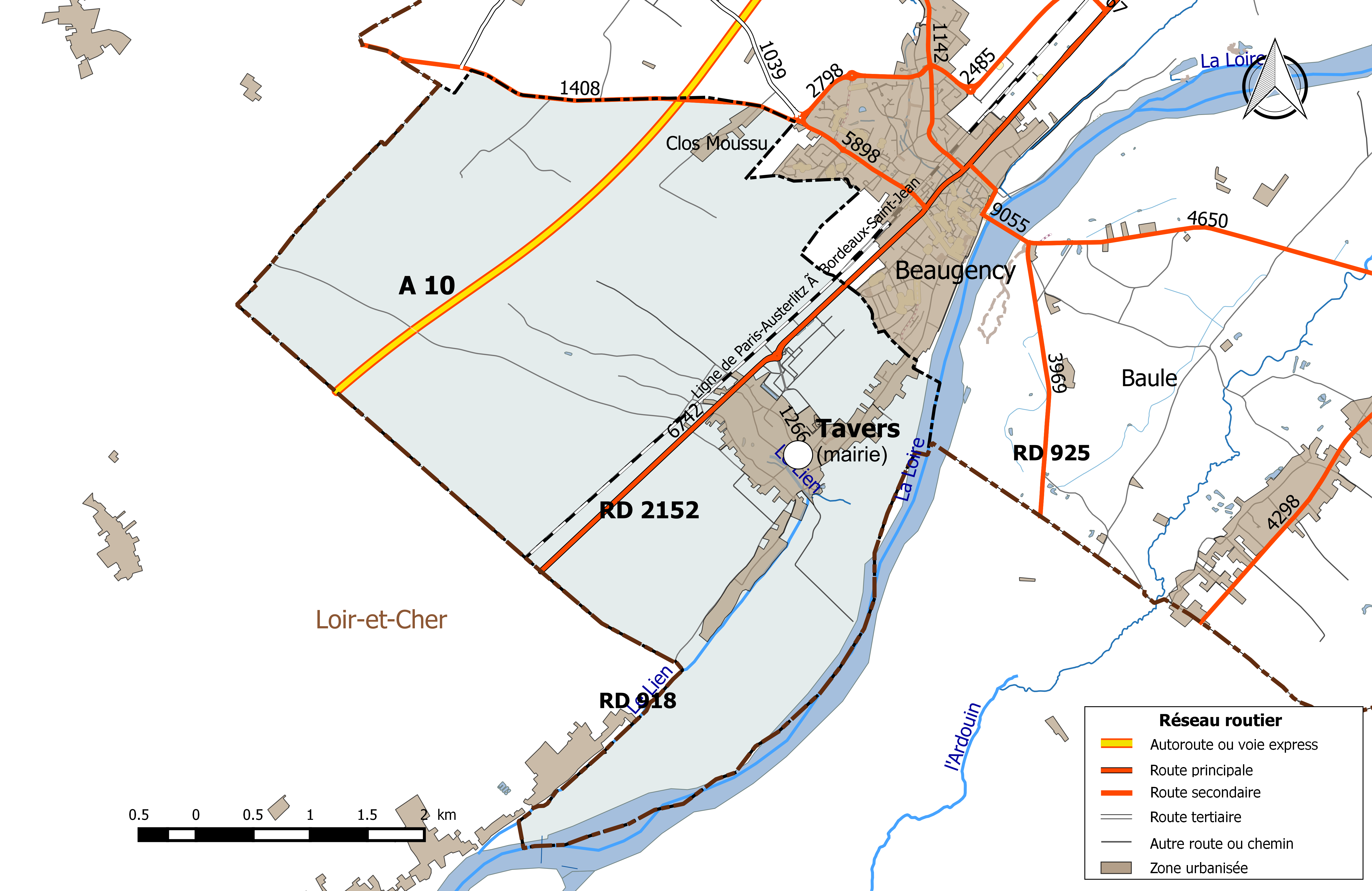
Réseau routier principal de la commune de Tavers (avec indication du trafic routier 2014).

#### Routes
La commune est traversée par l'autoroute A10, dite « l'Aquitaine », et la route départementale 2152.
L'autoroute A10 relie Paris à Bordeaux (au niveau de sa rocade) via Orléans, Tours, Poitiers et Niort. Elle traverse la commune dans sa partie nord-ouest, mais n'a aucun échange avec son territoire. Les accès les plus proches à cette autoroute sont  la sortie no 15 du diffuseur de Meung-sur-Loire, situé à 11 km au nord-est et la sortie no 16 à 11 km au sud-ouest à Mer.
La RD 2152 est une route à grande circulation ; elle remonte le cours de la Loire en rive droite (côté nord) de Blois à Orléans, puis remonte vers le nord-est jusqu'à Malesherbes et la Seine-et-Marne. Il s'agit de l'ancienne RN 152 qui reliait Briare à Angers par la rive droite de la Loire lors de sa création en 1824, et qui succédait à la Route impériale 172. Le tronçon Orléans - Blois de la RN152 - qui inclut Tavers - est inscrit à l'Inventaire général du patrimoine culturel. Le 22 décembre 2005, la RN152 est déclassée dans sa totalité et transférée au Conseil Général du Loiret par arrêté préfectoral, consécutivement au décret du 5 décembre 2005 qui définit la nouvelle consistance du réseau routier national et qui prévoit de n'y maintenir que la partie la plus méridionale de la route, entre le débouché de l'A66 et l'Espagne. Cet axe traverse la commune du nord-est au sud-ouest et y fait circuler en 2014 un trafic de 6 742 véhicules/jour.
La RD 917 (1 408 véhicules/jour) constitue la limite de commune avec Villorceau au nord.

#### Transports en commun routiers
En 2016, Tavers est desservie par la ligne régulière no 9 du réseau d'autocars interurbains Ulys qui relie Beaugency - Meung-sur-Loire - Saint Ay - Chaingy - Orléans. Des correspondances SNCF sont assurées à la gare d'Orléans et TAO et Transbeauce à la Gare routière d'Orléans. À compter du 1er janvier 2017, la compétence des services de transports routiers interurbains, réguliers et à la demande est transférée des départements aux régions, et donc localement du département du Loiret à la région Centre-Val de Loire, consécutivement à la loi NOTRe du 7 août 2015.

#### Chemin de fer
La commune est traversée par la ligne de Paris-Austerlitz à Bordeaux-Saint-Jean, l'une des grandes lignes de chemin de fer radiales françaises partant de Paris en direction du Sud-Ouest du pays. La gare la plus proche est la gare de Beaugency, à 2,43 km, qui est desservie par des trains Interloire circulant entre Orléans et Le Croisic ou Nantes et des trains TER Centre-Val de Loire circulant entre Blois ou Tours et Orléans.

#### Sentier de grande randonnée
Le sentier de grande randonnée 3 (GR 3), premier chemin de grande randonnée balisé en France, suit la rive droite de la Loire ; il entre sur la commune par Lestiou et la quitte pour Beaugency. En rive gauche de la Loire se trouve le GR 655 Est ou Via Turonensis.

### Risques majeurs

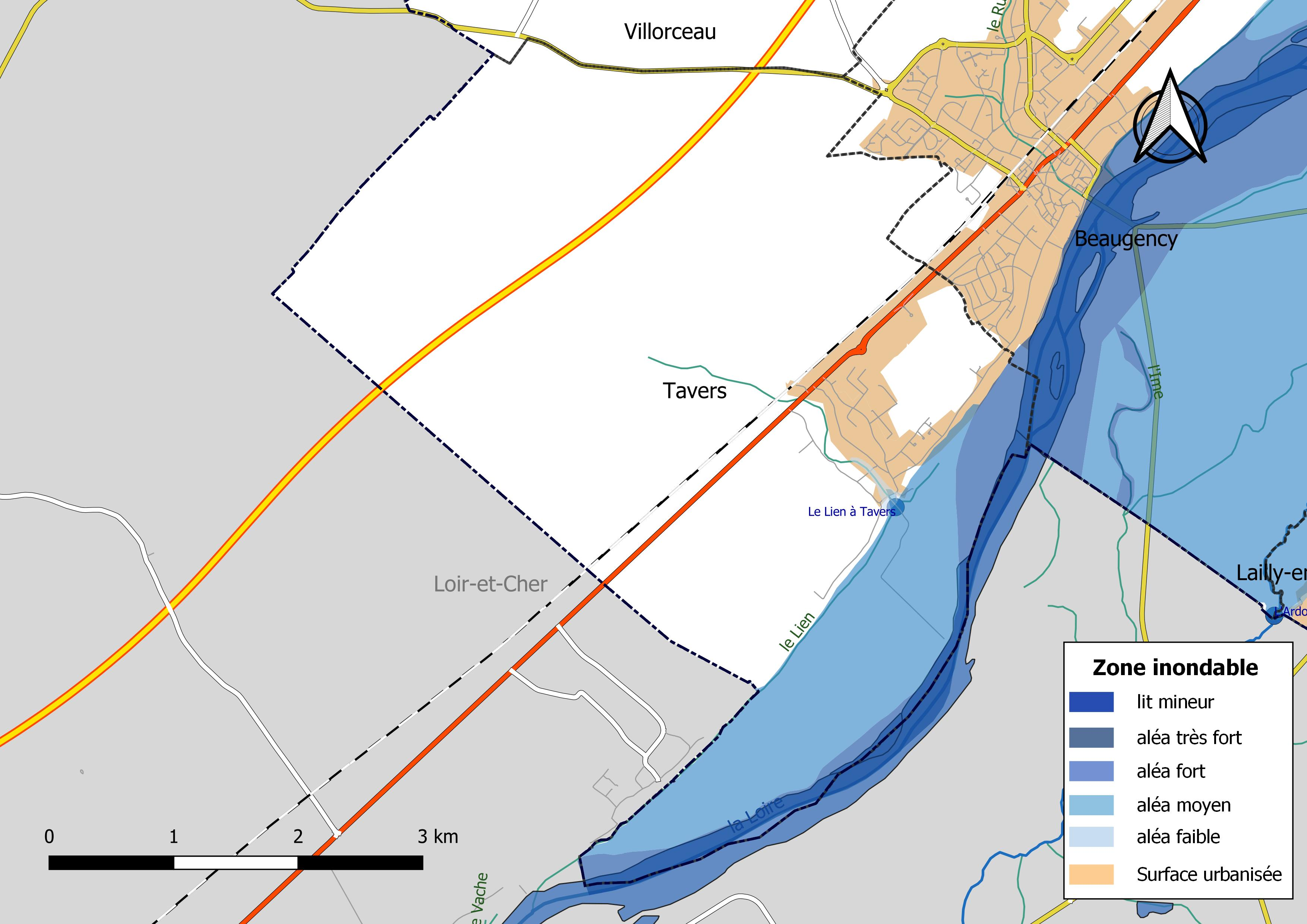
Zone inondable de la commune de Tavers.

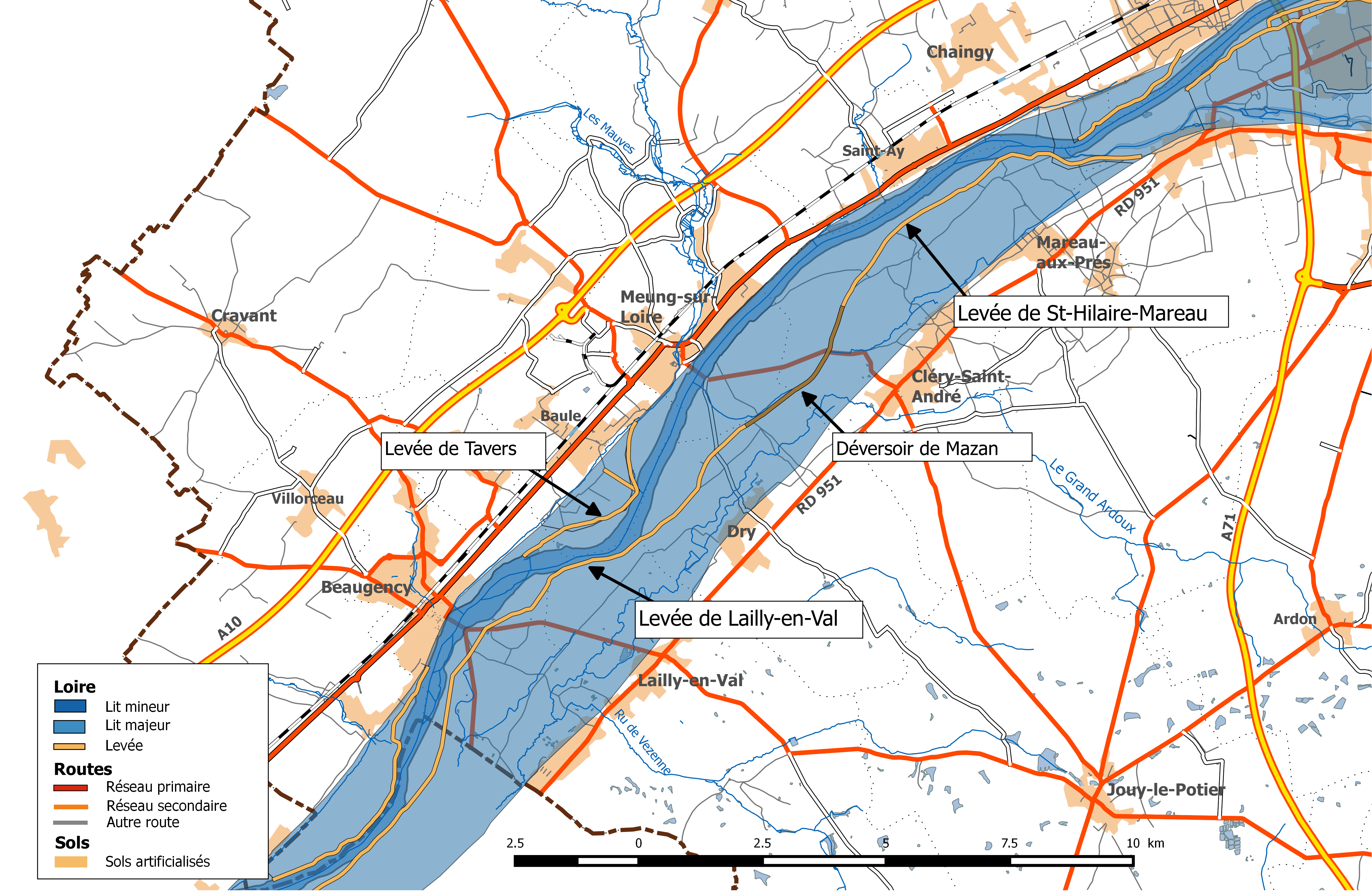
Système d'endiguement du val d'Ardoux.

La commune de Tavers est vulnérable à différents aléas naturels : inondations (par débordement de la Loire), climatiques (hiver exceptionnel ou canicule), mouvements de terrains ou sismique (sismicité très faible). Elle est également exposée à deux risques technologiques : le risque nucléaire et le risque de transport de matières dangereuses.
Entre 1989 et 2019, quatre arrêtés ministériels ayant porté reconnaissance de catastrophe naturelle ont été pris pour le territoire de la commune : trois  pour des inondations et coulées de boues et un pour des mouvements de terrains.

#### Risques naturels
La commune est située en grande partie hors zone inondable. La petite zone inondable de la commune fait partie du val d'Ardoux. Le bourg se trouve sur le coteau, mais contrairement aux autres agglomérations qui s’étalent le long de la voie parallèle à la rive, il est orienté NO/SE c’est-à-dire perpendiculairement à la rive droite de la Loire. Cela est dû au fait qu’il s'est développé le long d’un affluent de la Loire, le Buis. Il y a des risques de remontée des eaux de la Loire dans la vallée du Buis mais aucune construction ne s’y trouve. Des habitations se sont implantées cependant le long de la route nationale mais toujours sur le coteau. Seules quelques maisons et fermes sont localisées en aléa fort. Le risque d'inondation est pris en compte dans l'aménagement du territoire de la commune par le biais du Plan de prévention du risque inondation (PPRI) du val d'Ardoux, approuvé le 20 janvier 2015.
Le territoire de la commune peut également être concerné par un risque d'effondrement de cavités souterraines non connues. Une cartographie départementale de l'inventaire des cavités souterraines et des désordres de surface a été réalisée. Il a été recensé sur la commune plusieurs effondrements de cavités.
Par ailleurs le sol du territoire communal peut faire l'objet de mouvements de terrain liés à la sècheresse. Le phénomène de retrait-gonflement des argiles est la conséquence d'un changement d'humidité des sols argileux. Les argiles sont capables de fixer l'eau disponible mais aussi de la perdre en se rétractant en cas de sècheresse. Ce phénomène peut provoquer des dégâts très importants sur les constructions (fissures, déformations des ouvertures) pouvant rendre inhabitables certains locaux. Celui-ci a particulièrement affecté le Loiret après la canicule de l'été 2003. Une grande partie du territoire de la commune est exposée à un aléa « moyen » face à ce risque, selon l'échelle définie par le Bureau de recherches géologiques et minières (BRGM).
Depuis le 22 octobre 2010, la France dispose d’un nouveau zonage sismique divisant le territoire national en cinq zones de sismicité croissante. La commune, à l’instar de l’ensemble du département, est concernée par un risque très faible.

#### Risques technologiques
Dans le domaine des risques technologiques, une partie du territoire de la commune peut être concernée par le risque nucléaire. En cas d’accident grave, certaines installations nucléaires sont en effet susceptibles de rejeter dans l’atmosphère de l’iode radioactif. Or la commune se situe en totalité à l'intérieur du périmètre de 20 km du Plan particulier d'intervention de la centrale nucléaire de Saint-Laurent-des-Eaux. À ce titre les habitants de la commune, comme tous ceux résidant dans le périmètre proche de 20 km de la centrale ont bénéficié, à titre préventif, d'une distribution de comprimés d’iode stable dont l’ingestion avant rejet radioactif permet de pallier les effets sur la thyroïde d’une exposition à de l’iode radioactif. En cas d'incident ou d'accident nucléaire, des consignes de confinement ou d'évacuation peuvent être données et les habitants peuvent être amenés à ingérer, sur ordre du préfet, les comprimés en leur possession.
La commune est exposée au risque de transport de matières dangereuses, en raison du passage sur son territoire d'un gazoduc et d'un oléoduc exploité par la société Trapil, d'une ligne de transport ferroviaire.

## Politique et administration

### Découpage territorial

#### Bloc communal: commune et intercommunalités
La paroisse de Tavers acquiert le statut de municipalité avec le  décret du 12 novembre 1789 de l'Assemblée Nationale puis celui de « commune », au sens de l'administration territoriale actuelle, par le décret de la Convention nationale du 10 brumaire an II (31 octobre 1793). Il faut toutefois attendre la loi du 5 avril 1884 sur l'organisation municipale pour qu'un régime juridique uniforme soit défini pour toutes les communes de France, point de départ de l’affirmation progressive des communes face au pouvoir central.
Aucun événement de restructuration majeure du territoire, de type suppression, cession ou réception de territoire, n'a affecté la commune depuis sa création.
La commune est membre de la communauté de communes du canton de Beaugency depuis sa création le 15 décembre 2008. Depuis le 1er janvier 2017, la commune est membre de la communauté de communes des Terres du Val de Loire.

#### Personnalités élues par circonscription électorale de rattachement
Au-delà du maire, premier magistrat administrant la commune, les personnalités élues dont le mandat est relatif à une collectivité à laquelle est rattachée la commune de Tavers et représentant donc le territoire communal au sein de chacune de ces collectivités  sont les suivantes :
| Élections       | Élections                     | Circonscription électorale                        | Élu de la circonscription       | Élu de la circonscription | Élu de la circonscription | Élu de la circonscription |
| Niveau          | Type                          | Circonscription électorale                        | Titre                           | Nom                       | Début de mandat           | Fin de mandat             |
| --------------- | ----------------------------- | ------------------------------------------------- | ------------------------------- | ------------------------- | ------------------------- | ------------------------- |
| Groupe communal | Municipales et communautaires | Commune de Tavers                                 | Maire                           | Jean Billiard             | 2014                      | 2020                      |
| Groupe communal | Municipales et communautaires | Communauté de communes des Terres du Val de Loire | Président de l'intercommunalité | Pauline Martin            | 2017                      | 2020                      |
| Département     | Départementales               | Canton de Beaugency                               | Conseillère départementale      | Shiva Chauvière           | 29 mars 2015              | 2021                      |
| Département     | Départementales               | Canton de Beaugency                               | Conseiller départemental        | Claude Boissay            | 29 mars 2015              | 2021                      |
| Région          | Régionales                    | Région Centre-Val de Loire                        | Président du conseil régional   | François Bonneau          | 18 décembre 2015          | 2021                      |
| Pays            | Législatives                  | 1re circonscription                               | Députée                         | Stéphanie Rist            | 18 juin 2017              | juin 2022                 |

#### Circonscriptions de rattachement
Sous l'Ancien Régime, à la veille des États généraux de 1789, la paroisse de Tavers était rattachée sur le plan ecclésiastique à l'archidiaconé de Beaugency, sur le plan judiciaire au bailliage royal de Beaugency, sur le plan militaire au gouvernement d'Orléans et sur le plan administratif à la généralité d'Orléans.
La loi du 22 décembre 1789 divise le pays en 83 départements découpés chacun en six à neuf districts eux-mêmes découpés en cantons regroupant des communes. Les districts, tout comme les départements, sont le siège d’une administration d’État et constituent à ce titre des circonscriptions administratives. La commune de Tavers est alors incluse dans le canton de Beaugency, le district de Beaugency et le département du Loiret.
La recherche d’un équilibre entre la volonté d’organiser une administration dont les cadres permettent l’exécution et le contrôle des lois d’une part, et la volonté d’accorder une certaine autonomie aux collectivités de base (paroisses, bourgs, villes) d’autre part, s’étale de 1789 à 1838. Les découpages territoriaux évoluent ensuite au gré des réformes visant à décentraliser ou recentraliser l'action de l'État. La régionalisation fonctionnelle des services de l'État (1945-1971) aboutit à la création de régions. L'acte I de la décentralisation de 1982-1983 constitue une étape importante en donnant l'autonomie aux collectivités territoriales, régions, départements et communes. L'acte II intervient en 2003-2006, puis l'acte III en 2012-2015.
Le tableau suivant présente les rattachements, au niveau infra-départemental, de la commune de Tavers aux différentes circonscriptions administratives et électorales ainsi que l'historique de l'évolution de leurs territoires.
| Circonscription             | Nom                 | Période   | Type                         | Évolution du découpage territorial |
| --------------------------- | ------------------- | --------- | ---------------------------- | --- |
| District                    | Beaugency           | 1790-1795 | Administrative               | La commune est rattachée au district de Beaugency de 1790 à 1795,. La Constitution du 5 fructidor an III, appliquée à partir de vendémiaire an IV (1795) supprime les districts, rouages administratifs liés à la Terreur, mais maintient les cantons qui acquièrent dès lors plus d'importance. |
| Canton                      | Beaugency           | 1790-1801 | Administrative et électorale | Le 10 février 1790, la municipalité de Tavers est rattachée au canton de Beaugency. Les cantons acquièrent une fonction administrative avec la disparition des districts en 1795. |
| Canton                      | Beaugency           | 1801-2015 | Administrative et électorale | Sous le Consulat, un redécoupage territorial visant à réduire le nombre de justices de paix ramène le nombre de cantons dans le Loiret de 59 à 31. Tavers est alors rattachée par arrêté du 9 vendémiaire an X (30 septembre 1801) au canton de Beaugency,. |
| Canton                      | Beaugency           | 2015-     | Électorale                   | La loi du 17 mai 2013 et ses décrets d'application publiés en février et mars 2014 introduisent un nouveau découpage territorial pour les élections départementales. La commune est alors rattachée au nouveau canton de Beaugency. Depuis cette réforme, plus aucun service de l'État n'exerce sa compétence sur un territoire s'appuyant sur le nouveau découpage cantonal. Le canton a disparu en tant que circonscription administrative de l'État ; il est désormais uniquement une circonscription électorale destinée à l'élection d'un binôme de conseillers départementaux siégeant au conseil départemental. |
| Arrondissement              | Orléans             | 1801-     | Administrative               | Tavers est rattachée à l'arrondissement d'Orléans depuis sa création en 1801,. |
| Circonscription législative | 1re circonscription | 2010-     | Électorale                   | Lors du découpage législatif de 1986, le nombre de circonscriptions législatives passe dans le Loiret de 4 à 5. Un nouveau redécoupage intervient en 2010 avec la loi du 23 février 2010. En attribuant un siège de député « par tranche » de 125 000 habitants, le nombre de circonscriptions par département varie désormais de 1 à 21,. Dans le Loiret, le nombre de circonscriptions passe de cinq à six. La réforme n'affecte pas Tavers qui reste rattachée à la première circonscription. |

#### Collectivités de rattachement
La commune de Tavers est rattachée au département du Loiret et à la région Centre-Val de Loire, à la fois circonscriptions administratives de l'État et collectivités territoriales.

### Politique et administration municipales

#### Conseil municipal et maire
Depuis les élections municipales de 2014, le conseil municipal de Tavers, commune de plus de 1 000 habitants, est élu au scrutin proportionnel de liste à deux tours (sans aucune modification possible de la liste), pour un mandat de six ans renouvelable. Il est composé de 15 membres. L'exécutif communal est constitué par le maire, élu par le conseil municipal, parmi ses membres, pour un mandat de six ans, c'est-à-dire pour la durée du mandat du conseil.
| Période                                  | Période  | Identité           | Étiquette | Qualité           |
| ---------------------------------------- | -------- | ------------------ | --------- | ----------------- |
| Les données manquantes sont à compléter. |          |                    |           |                   |
| mars 2014                                | mai 2020 | Jean Billard       |           | Retraité agricole |
| mai 2020                                 | En cours | Jean-Paul Antoine, |           | Ancien cadre      |

## Équipements et services

### Environnement

#### Gestion des déchets
Au 31 décembre 2016, la commune est membre du syndicat mixte intercommunal pour le ramassage et le traitement des ordures ménagères (SMIRTOM) de la région de Beaugency, créé en 1971. Celui-ci assure la collecte et le traitement des ordures ménagères résiduelles en porte à porte, des emballages ménagers recyclables en porte à porte ou en points d’apport volontaire, du verre en points d’apport volontaire et des papiers en points d’apport volontaire
. Un réseau de sept déchèteries accueille les encombrants et autres déchets spécifiques (déchets verts, déchets dangereux, gravats, ferraille, cartons…). La déchèterie la plus proche de la commune est celle de Villorceau. L'élimination et la valorisation énergétique des déchets est effectuée dans l'UIOM de Saran depuis 1996, exploitée par la société Orvade, filiale du groupe Veolia, par délégation de service de la communauté urbaine Orléans-Métropole.
La loi NOTRe du 7 août 2015 rend obligatoire l’exercice de la compétence « gestion des déchets ménagers » pour les communautés de communes à partir du 1er janvier 2017, qui ne fait donc désormais plus partie des compétences de la commune mais de celle de la communauté de communes des Terres du Val de Loire. Dans ce cadre, le préfet du Loiret indique dans un courrier du 28 décembre 2016 aux présidents des communautés de communes concernées que le SMIRTOM de la région de Beaugency sera dissout le 30 juin 2017.

#### Production et distribution d'eau
Le service public d’eau potable est une compétence obligatoire des communes depuis l’adoption de la loi du 30 décembre 2006 sur l’eau et les milieux aquatiques. Au 31 décembre 2016, la production et la distribution de l'eau potable sur le territoire communal sont assurées par le  la commune elle-même.
La loi NOTRe du 7 août 2015 prévoit que le transfert des compétences « eau et assainissement » vers les communautés de communes sera obligatoire à compter du 1er janvier 2020. Le transfert d’une compétence entraîne  de  facto la mise à disposition gratuite de plein droit des biens, équipements et services publics utilisés, à la date du transfert, pour l'exercice de ces compétences et la substitution de la communauté dans les droits et obligations des communes,.

#### Assainissement
La compétence assainissement, qui recouvre obligatoirement la collecte, le transport et l’épuration des eaux usées, l’élimination des boues produites, ainsi que le contrôle des raccordements aux réseaux publics de collecte, est assurée   par le SI TEU BEAUGENCY-VILLORCEAU-TAVERS, un syndicat créé en 1999 desservant trois communes (Beaugency - Tavers - Villorceau),,.
La commune est raccordée à une station d'épuration située sur le territoire de la commune de Beaugency, mise en service le 1er février 1972 et dont la capacité nominale de traitement est de  11 800 EH, soit 1 900 m3/jour. Cet équipement utilise un procédé d'épuration biologique dit « à boues activées »,.
L’assainissement non collectif (ANC) désigne les installations individuelles de traitement des eaux domestiques qui ne sont pas desservies par un réseau public de collecte des eaux usées et qui doivent en conséquence traiter elles-mêmes leurs eaux usées avant de les rejeter dans le milieu naturel. Depuis le 1er janvier 2017, la Communauté de communes des Terres du Val de Loire assure le service public d'assainissement non collectif (SPANC), après la fusion des communautés de communes  du Val des Mauves, du Canton de Beaugency, du Val d'Ardoux et de la Beauce oratorienne située dans le Loir-et-Cher qui l'assuraient auparavant. Celui-ci a pour mission de vérifier la bonne exécution des travaux de réalisation et de réhabilitation, ainsi que le bon fonctionnement et l’entretien des installations.

## Population et société

### Démographie
L'évolution du nombre d'habitants est connue à travers les recensements de la population effectués dans la commune depuis 1793. Pour les communes de moins de 10 000 habitants, une enquête de recensement portant sur toute la population est réalisée tous les cinq ans, les populations de référence des années intermédiaires étant quant à elles estimées par interpolation ou extrapolation. Pour la commune, le premier recensement exhaustif entrant dans le cadre du nouveau dispositif a été réalisé en 2006.
En 2022, la commune comptait 1 338 habitants, en évolution de −0,15 % par rapport à 2016 (Loiret : +1,89 %, France hors Mayotte : +2,11 %).
| 1793 | 1800 | 1806 | 1821  | 1831  | 1836  | 1841  | 1846  | 1851  |
| ---- | ---- | ---- | ----- | ----- | ----- | ----- | ----- | ----- |
| 947  | 960  | 962  | 1 034 | 1 054 | 1 148 | 1 155 | 1 133 | 1 133 |

| 1856  | 1861  | 1866  | 1872  | 1876  | 1881  | 1886  | 1891  | 1896  |
| ----- | ----- | ----- | ----- | ----- | ----- | ----- | ----- | ----- |
| 1 170 | 1 194 | 1 204 | 1 146 | 1 094 | 1 142 | 1 177 | 1 237 | 1 089 |

| 1901  | 1906  | 1911 | 1921 | 1926 | 1931 | 1936 | 1946 | 1954 |
| ----- | ----- | ---- | ---- | ---- | ---- | ---- | ---- | ---- |
| 1 054 | 1 024 | 963  | 827  | 780  | 771  | 726  | 783  | 826  |

| 1962 | 1968 | 1975 | 1982 | 1990  | 1999  | 2006  | 2011  | 2016  |
| ---- | ---- | ---- | ---- | ----- | ----- | ----- | ----- | ----- |
| 779  | 827  | 876  | 981  | 1 105 | 1 215 | 1 284 | 1 347 | 1 340 |

| 2021  | 2022  | - | - | - | - | - | - | - |
| ----- | ----- | - | - | - | - | - | - | - |
| 1 344 | 1 338 | - | - | - | - | - | - | - |

## Culture locale et patrimoine

### Lieux et monuments

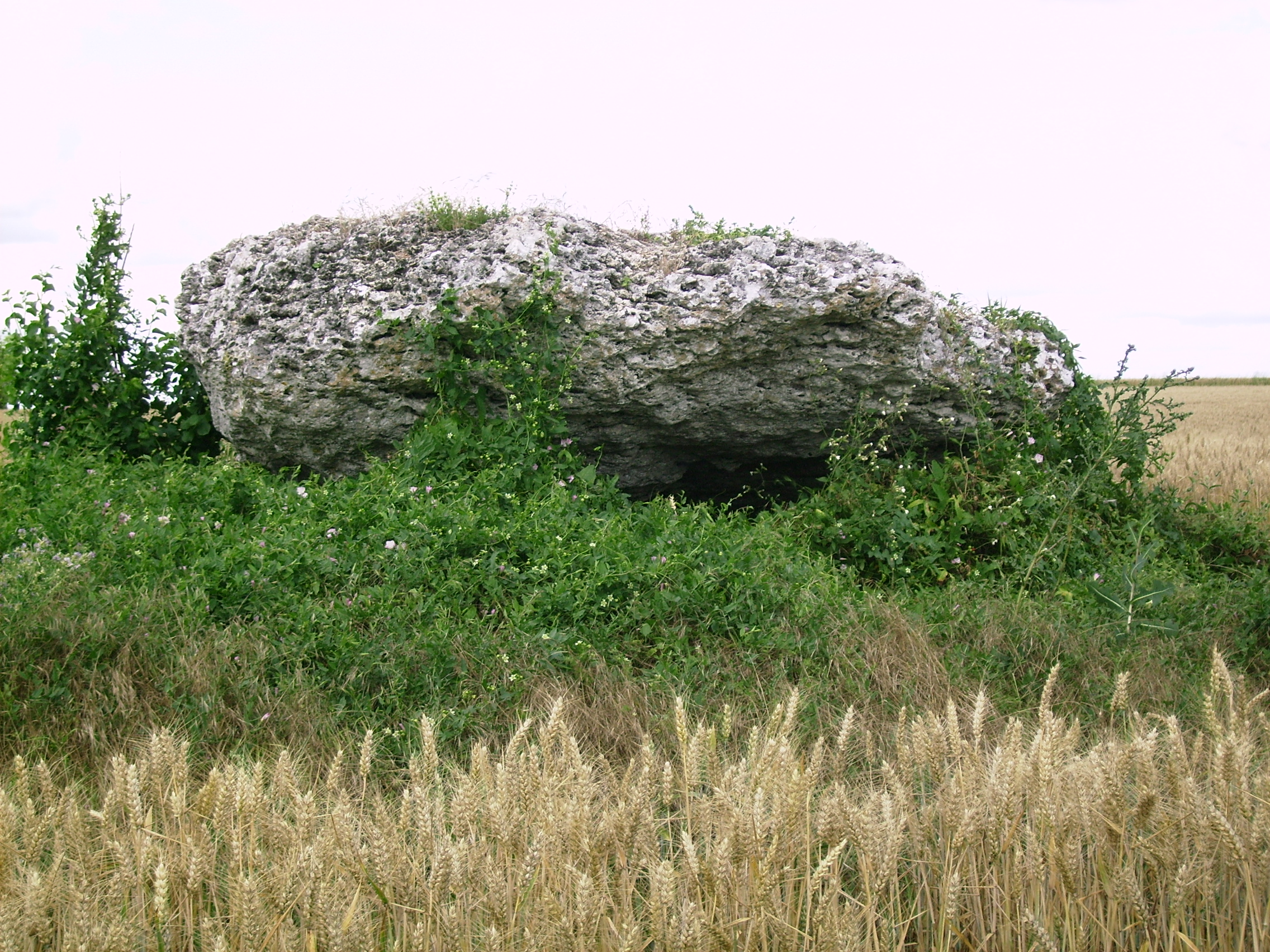
Le dolmen de la Pierre Tournante.

Le musée archéologique de Tavers expose des vestiges de la vie animale depuis le Miocène (animaux, 20 millions d'années) et de la vie humaine depuis le Paléolithique.
De nombreux monuments ou objets sont listés à l'inventaire des monuments historiques ou répertoriés dans l'inventaire général du patrimoine culturel :
Dolmens
- Trois des multiples dolmens situés sur la commune : la Pierre Tournante[Mérimée 11], la Pierre du Vert-Galant[Mérimée 12], et le dolmen du Ver près de la ferme de Ver[Mérimée 1].

Maisons et manoirs
dans Tavers :
- Deux maisons au 6 rue de l'Angleterre et rue de la Fromagette, 1er tiers du XVIe siècle[Mérimée 8].
- Maison rue de la Fromagette, 4e quart du XVe siècle et 1re moitié du XVIe siècle. Elle a peut-être été l'ancien pressoir banal[Mérimée 6].
- Deux maisons au 29 rue de Foussard, 1er quart du XVIe siècle[Mérimée 7]
- Maison au 61 rue de Foussard, 4e quart du XVe siècle[Mérimée 13].
- Demeure de notable au 2 rue des Eaux Bleues : 1er quart du XIIe siècle, 2e quart XIIe siècle, XVIIe siècle, XVIIIe siècle, 2e moitié XIXe siècle, et limite XIXe – XXe siècles[Mérimée 4].
- Demeure de notable au 5 rue de Guignes, 3e quart XIXe siècle (avant la guerre de 1870)[Mérimée 14].
- Demeure de notable au 21 et 23 rue de Guignes, 1778, 1785[Mérimée 15].
- Demeure de notable au 25 rue de Guignes, communément appelée "maison Charles" de ce qu'elle aurait appartenu au physicien balgentien Jacques Charles (1743-1823, connu pour être le premier à avoir utilisé de l'hydrogène dans un aérostat en 1783). L'écrivain et académicien Jules Lemaître y a vécu et y est mort. Limite XVIIIe – XIXe siècles, remaniée limite XIXe – XXe siècles[Mérimée 16].
- Demeure de notable au 29 rue de Guignes : milieu et 2e moitié XIXe siècle, 1945-1950 (buffet d'eau). Maison à trois niveaux côté façade (sud-est, vers le val de Loire) et deux niveaux côté rue (nord-ouest)[Mérimée 17].
- Demeure de notable au 31 rue de Guignes : 1768, 1813[Mérimée 18].

dans les lieux-dits :
- Maison, lieu-dit les Caves : 4e quart XVe siècle, 1er quart XVIe siècle, 2e quart XVIe siècle, XVIIe siècle, XVIIIe siècle, XIXe siècle, XXe siècle[Mérimée 19].
- Maison, lieu-dit les Caves, limite XVe – XVIe siècles[Mérimée 20].
- Manoir de Ver : 1492, 1519, 2e quart XVIe siècle, XIXe siècle[Mérimée 21].

Fermes
- Ferme de vigneron dite les Granges au 30 rue des Eaux Bleues, milieu du XVIIe siècle, second quart du XVIIIe siècle, 1854, 1865. Elle est mentionnée en 1658 comme appartenant à Léonard Lhostellier, marchand à Beaugency[Mérimée 22].
- Ferme de vigneron au 47 rue des Hautes Guignères, 1874[Mérimée 23].
- Ferme du Ver (cheminée, tour, élévation, logis, toiture), mentionnée fin XIIIe siècle[Mérimée 24].
- Ferme du Clos de Guignes, rue de Lestiou : limite XVe – XVIe siècles, milieu XVIe siècle, 1787, milieu XIXe siècle[Mérimée 25].

Moulin
- Moulin de Perseran, milieu XIXe siècle[Mérimée 26].

Autres bâtiments
- Mairie - école de garçons, rue Jules Lemaitre, 1861[Mérimée 27].
- Presbytère, actuellement poste, au 1 rue Jules Lemaître, 1868[Mérimée 28].
- Colombier au Grand Mizian : XVIIe siècle, 1769[Mérimée 29].

Bâtiments religieux

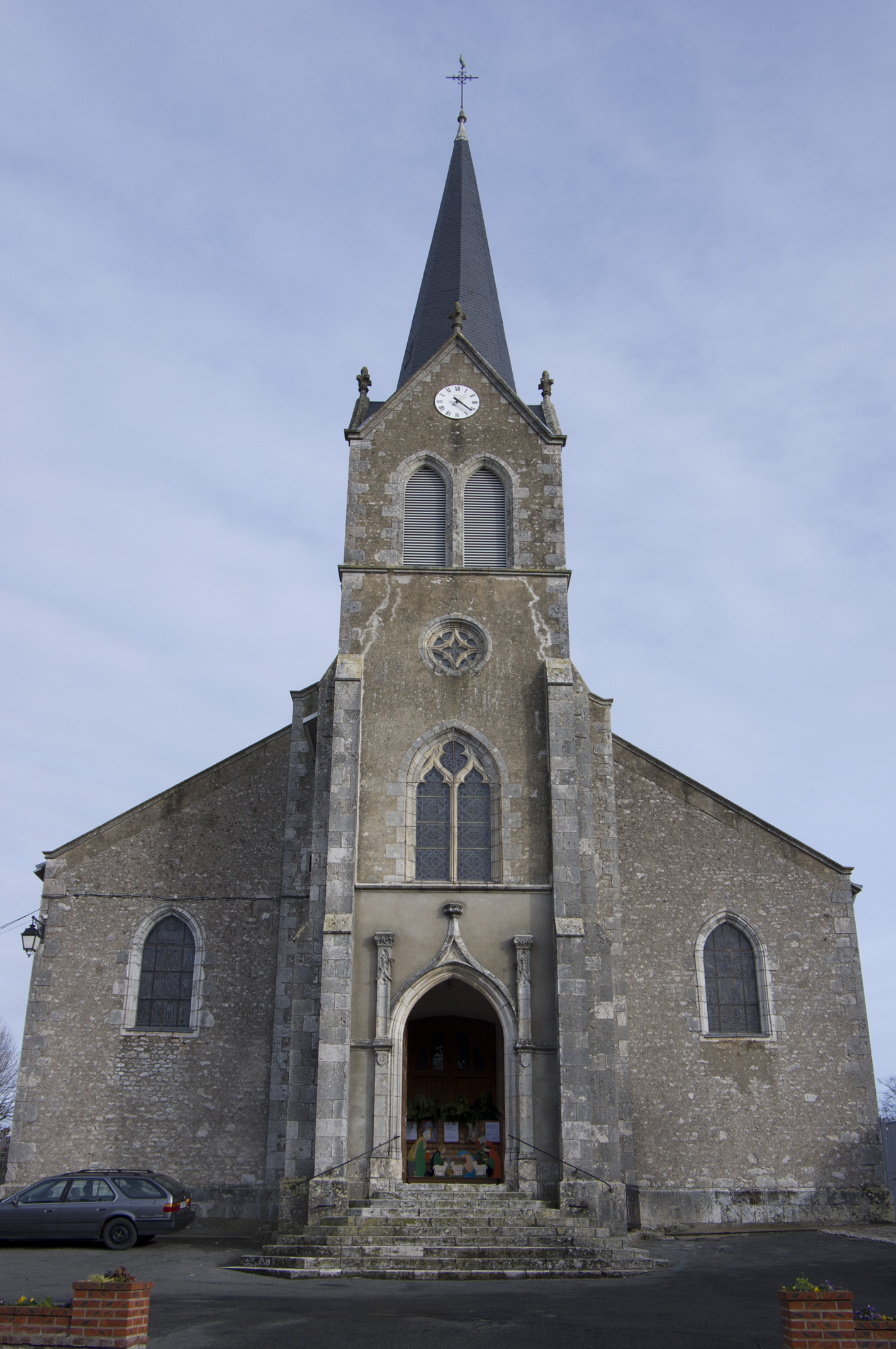
L'église Saint-Jean-Baptiste.

- Église Saint-Jean-Baptiste, XIIe siècle, 1617, 3e quart XIXe siècle[Mérimée 5].
- Plaque funéraire près de l'église, gravée d'une croix avec de part et d'autre du montant sous la traverse, un blason à gauche et deux blasons mi-parti superposés, à droite[Mérimée 9].
- Chapelle du XVe siècle et fontaine Saint-Antoine[Mérimée 2].

Lavoirs
- Série de 5 lavoirs, 4e quart XIXe siècle : Paillard, de Percerent ou Perseran, de Réchou, de la Guizarde et de Pontpierre[Mérimée 30],[note 1] .

Viaduc
- Viaduc de Tavers, pont de chemin de fer par l'ingénieur civil Morandière, 1843 et 1844[Mérimée 31].
- Carte de 1768 de Beaugency et de sa banlieue au nord de la Loire[Mérimée 32].

### Personnalités liées à la commune
- Jacques Charles (1746-1823), physicien et chimiste français, a possédé la maison au 25 rue de Guignes ainsi que des vignobles sur les coteaux de Guignes. La maison a subséquemment pris son nom : la « maison Charles »[Mérimée 16].
- Jules Lemaître (1853-1914), écrivain et critique dramatique, académicien français, a vécu et est mort dans la maison Charles du 25 rue de Guignes. La commune a une avenue qui porte son nom.
- Jean Leseurre (1892-1964), ingénieur aéronautique français, est né dans la commune.
- Pierre Chatenet (1917-1997), ministre de l'Intérieur du Général de Gaulle, est mort à Tavers.

### Manifestations
- Une brocante est organisée le premier dimanche d'octobre par l'association des parents d'élèves (AIPE Tavers).
- Un marché de Noël est également organisé par l'association des parents d'élèves.

## Pour approfondir

#### Ouvrages
- Louis Marie Prudhomme, Dictionnaire géographique et méthodique de la République française en 120 départements, vol. 1, Paris, Louis Marie Prudhomme, 1798, 673 p. (lire en ligne)
- Collectif, Loiret : un département à l'élégance naturelle, Paris, Christine Bonneton, 2 septembre 1998, 319 p. (ISBN 978-2-86253-234-9)
- Abbé Patron, Département du Loiret : Dictionnaire des communes, Paris, Comédit, 1991, réédition de 1870 (ISBN 978-2-909112-01-5 et 2-909112-01-2), 2 volumes
- Claude Motte, Isabelle Séguy & Christine Théré, avec la collaboration de Dominique Tixier-Basse, Communes d’hier, communes d’aujourd’hui : Les communes de la France métropolitaine, 1801-2001. Dictionnaire d’histoire administrative, Paris, Institut National d’Études Démographiques,, 2003, 408 p. (ISBN 978-2-7332-1028-4, lire en ligne)

#### Rapports
- Plan de prévention des risques d'inondations dans le Val d'Ardoux : Rapport de présentation, 20 janvier 2015 (lire en ligne) - Règlement - Carte du zonage réglementaire de Tavers